# Équipe de Namibie de rugby à sept
L'équipe de Namibie de rugby à sept est l'équipe qui représente la Namibie dans les principales compétitions internationales de rugby à sept au sein des World Rugby Sevens Series et des jeux du Commonwealth.

## Palmarès

### Jeux du Commonwealth
- 1998 : non qualifié
- 2002 : non qualifié
- 2006 : quart de finale de bowl

- 2010 : non qualifié
- 2014 : non qualifié

### Championnat d'Afrique
- Finaliste en 2004 et 2016.
- Troisième en 2000